# Мастер спорта СССР международного класса

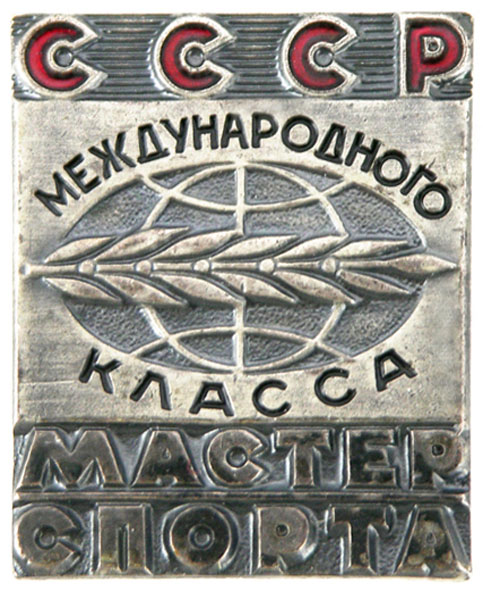
Нагрудный знак МСМК

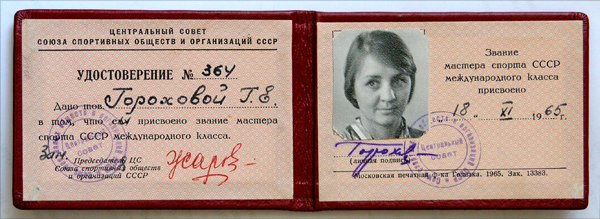
Удостоверение к званию № 364,
выданное в 1965 году Галине Гороховой

Мастер спорта СССР международного класса (стандартное сокращение в спортивной справочной литературе — МСМК) — спортивное звание, присваивавшееся в 1965—1992 годах спортсменам СССР, выполнившим установленные Единой всесоюзной спортивной классификацией нормативы. Звание присваивалось приказами высшего органа по управлению физической культурой и спортом в СССР (в 1965 году — Центральный совет Союза спортивных обществ и организаций СССР; позднее он неоднократно менял названия и статус).
Званию МСМК соответствовали учреждённые ранее звания гроссмейстер СССР по шахматам (учреждено в 1935 году) и гроссмейстер СССР по шашкам (учреждено в 1961 году; присваилось отдельно по международным шашкам и русским шашкам); позднее были учреждены отдельные звания по игре по переписке и по композиции.

## История
Звание было учреждено 1 января 1965 года постановлением Совета Министров СССР. Первое присвоение состоялось 17 марта — звание получили все 17 хоккеистов сборной СССР, выигравших завершившийся 13 марта чемпионат мира; знак № 1 получил Борис Майоров. За успехи в остальных видах спорта присвоение состоялось позже — так, приказ о присвоении звания чемпионам мира по хоккею с мячом вышел 19 апреля, хотя чемпионат закончился 27 февраля.
Присвоение звания МСМК уже имевшим звание «заслуженный мастер спорта СССР», как правило, происходило в тех случаях, когда звание ЗМС было присвоено до 1965 года.
Звание могло быть присвоено и по сумме достижений; так, в 1973 году футболисту Владимиру Мунтяну оно было присвоено «как сыгравшему 31 матч в составе первой сборной команды СССР против национальных сборных команд различных стран и участнику чемпионата мира 1970 года». В 1991 году по сумме достижений звание было присвоено нескольким ветеранам спорта; например, в хоккее с мячом — чемпиону мира 1961 года Анатолию Голубеву и игроку сборной на ЧМ 1973 (не стал чемпионом мира, так как не сыграл ни одного матча) Владимиру Терехову.
В 1982 году звание было присвоено с уникальной формулировкой:

За большой личный вклад в успешное выступление команды «Рапид», г. Вена, в чемпионате Австрии, проявление лучших качеств советского спортсмена приказываю присвоить звание мастера спорта СССР международного класса товарищу Зинченко Анатолию Алексеевичу, играющему тренеру-консультанту команды «Рапид», Вена.
Основание: письмо советского посла в Австрии тов. Ефремова.
С. Павлов
— Приказ председателя Комитета по физической культуре и спорту при Совете Министров СССР 
 № 2137 от 30 сентября 1982 года

### МСМК в двух видах спорта
Спортсменам, выполнившим нормативы в нескольких видах спорта, звание присваивалось в каждом виде спорта отдельно. Вот некоторые примеры:
- В 1978 году звание МСМК по хоккею на траве было присвоено игрокам мужской сборной, занявшей 3-е место в Межконтинентальном кубке 1977 года (отборочном турнире на ЧМ 1978), за которую выступали действующие и бывшие игроки в хоккей с мячом — некоторые из них уже были МСМК по хоккею с мячом за победы в Кубке европейских чемпионов (в частности, игрок свердловского СКА Леонид Павловский, ставший МСМК по хоккею с мячом в 1975 году[3]).
- Ирина Фетисова[4]:
МСМК по плаванию (1974; за 3-е место на ЧЕ 1974 на дистанции 200 м в комплексном плавании);
МСМК по академической гребле (1977); в 1982 году за победу на чемпионате мира на одиночке присвоено звание ЗМС СССР.
- Светлана Гроздова[5]:
МСМК по спортивной гимнастике (1974); впоследствии — олимпийская чемпионка 1976 в командном первенстве; в 1982 году, уже после окончания карьеры гимнастки, присвоено звание ЗМС СССР;
МСМК по акробатике (1983); впоследствии — неоднократная чемпионка мира и Европы в смешанных парах (1984—1988).

### Статистика присвоений
За первые 4 года — с 1965 по 1968 год — звание получили 1178 человек. По союзым республикам статистика выглядела так:
- РСФСР — 703
- Украинская ССР — 172
- Белорусская ССР — 55
- Грузинская ССР — 54
- Литовская ССР — 43
- Латвийская ССР — 42
- Эстонская ССР — 27
- Казахская ССР — 25
- Азербайджанская ССР — 15
- Узбекская ССР — 12
- Армянская ССР — 10
- Молдавская ССР — 10
- Киргизская ССР — 4
- Таджикская ССР — 3
- Туркменская ССР — 3

На конец 1971 года звание получили 1796 человек, на 1 января 1975 года — около 3,3 тыс. человек, к 1980 году — около 6 тыс. человек, к 1988 году — около 12 тысяч человек.

## Лишение звания
Как и другие спортивные звания, звание МСМК могло быть снято за «нарушение спортивного режима» или более серьёзные (включая «политические») проступки. При лишении почётного спортивного звания «заслуженный мастер спорта СССР» спортсмен одновременно мог быть лишён и спортивного звания МСМК.
Некоторые случаи:
- Бирюков, Хосе — МСМК по баскетболу (1982, за победу на ЧЕ среди юниоров 1982), игрок сборной СССР — лишён в 1983 году после решения репатриироваться в Испанию[11]. Впоследствии Бюрюков стал игроком сборной Испании и мадридского «Реала», неоднократным обладателем еврокубков.
- В декабре 1970 года за «нарушение спортивного режима» званий были лишены[12]:
  - Васильев, Валерий Иванович — МСМК по хоккею (1970, за победу на ЧМ 1970). Позднее Васильев не только вернул звание МСМК, но и в 1973 году стал ЗМС.
  - Полупанов, Виктор Андреевич — МСМК по хоккею (1966, за победу на ЧМ 1966), ЗМС (1968). Полупанов закончил спортивную карьеру в 1973 году мастером спорта[13]; звания были возвращены позднее.

## Материальные льготы
Пенсии «за спортивные достижения и выслугу лет» были установлены Постановлением Совета Министров СССР, ВЦСПС и ЦК ВЛКСМ от 2 августа 1988 года № 945 «О совершенствовании управления футболом, другими игровыми видами спорта и дополнительных мерах по упорядочению содержания команд и спортсменов по основным видам спорта». Согласно принятому в феврале 1989 года «Порядку назначения и выплаты пенсий за выслугу лет заслуженным мастерам спорта СССР, мастерам спорта СССР международного класса — членам сборных команд СССР» эти пенсии назначались «при общем стаже работы не менее 20 лет заслуженным мастерам спорта СССР и мастерам спорта СССР международного класса, состоявшим в штате команд мастеров не менее 10 лет, в том числе в сборных командах СССР, или не менее 6 лет в составе сборных команд СССР».
Тем же постановлением от 2 августа 1988 года Госкомспорту СССР было разрешено «выплачивать спортсменам — заслуженным мастерам спорта СССР и мастерам спорта СССР международного класса после завершения ими активной спортивной деятельности в составе сборной команды СССР или штатной команды мастеров по футболу и другим игровым видам спорта 70 процентов получаемого оклада до завершения ими высшего или среднего специального образования или получения профессии и 50 процентов этого оклада в последующие три года» (в сумме — не более 8 лет).
После 1992 года в ряде государств, ранее входивших в состав СССР, звание «Мастер спорта СССР международного класса» даёт такие же льготы, как и аналогичное звание этого государства.

### Списки МСМК
- Список мастеров спорта СССР международного класса по футболу

### Аналогичные звания
В ряде государств, образовавшихся после распада СССР, где были приняты подобные советской спортивные классификации, были учреждены аналогичные звания:
- Мастер спорта Республики Беларусь международного класса
- Мастер спорта международного класса Республики Казахстан
- Мастер спорта Кыргызской Республики международного класса
- Мастер спорта России международного класса
- Мастер спорта Республики Таджикистан международного класса
- Мастер спорта Республики Узбекистан международного класса
- Мастер спорта Украины международного класса